# Auneau-Bleury-Saint-Symphorien
Auneau-Bleury-Saint-Symphorien – gmina we Francji, w Regionie Centralnym-Dolina Loary, w departamencie Eure-et-Loir. W 2013 roku liczba ludności na terenie obecnej gminy wynosiła 5524 mieszkańców. 
Gmina została utworzona 1 stycznia 2016 roku z połączenia dwóch wcześniejszych gmin: Auneau oraz Bleury-Saint-Symphorien. Siedzibą gminy została miejscowość Auneau.